# 克里斯蒂娜·托米奇
克里斯蒂娜·托米奇（1995年3月29日—）来自萨格勒布，是一名克罗地亚女子跆拳道运动员，所属俱乐部是TKD Osvit Zagreb。2017年世锦赛，她获得女子49公斤级铜牌，这是她的首个国际主要赛事奖牌。2018年，她在喀山进行的欧洲跆拳道锦标赛上获得女子49公斤级金牌，这是她的首个国际主要赛事金牌。